# Сёмуха, Василий Сергеевич
Василий Сергеевич Сёмуха (бел. Васіль Сёмуха; 18 января 1936 — 3 февраля 2019) — белорусский переводчик. На белорусский язык перевёл Библию, классиков немецкой литературы.

## Биография
Родился на хуторе Ясенец (тогда Польша, ныне Пружанский район Брестской области Беларуси), в семье лесника. Отец был православным, мать — протестанткой. В 1942 году нацисты расстреляли родителей за связь с партизанами. В 1959 году окончил романо-германское отделение филологического факультета Московского университета им. Ломоносова.
Работал редактором в Белгосиздате (1959—1964), инженером в секторе техинформации СКБ-3 на Минском тракторном заводе (1964—1965), учителем немецкого языка в школе (1966—1967), в газете «Літаратура і мастацтва» (1967—1972). По совместительству преподавал немецкий язык в Белорусском государственном университете (1966—1970). С 1972 года — редактор издательства «Мастацкая літаратура».
Член СП СССР (с 1977), Союза белорусских писателей.
Умер 3 февраля 2019 года. Урна с прахом была захоронена на городском кладбище Пружан, рядом с дядей и тетей Анной, которые воспитывали Василия после гибели родителей. 22 января 2022 года на могиле был открыт надгробный памятник авторства скульптора Алеся Шатило.

## Творчество
Дебютировал в 1959 году. Переводы с немецкого языка: «Фауст» Гёте, «Крошка Цахес» и другие сказки Гофмана, «Похождения Симплициссимуса» Гриммельсхаузена, «Так сказал Заратустра», Ницше «Правосудие» Дюрренматта, «Степной волк» Гессе, «Доктор Фаустус» Томаса Манна, «Парфюмер» и «Контрабас» Зюскинда, «Голем» Майринка, произведения Шиллера, Гейне, Шамиссо, Фаллады, Рюккерта, Рильке, Брехта, де Бройна и др.
Из польской литературы переводил Мицкевича, Словацкого, Норвида, Тувима, Сырокомлю, Гомбровича, Анджеевского и др., из латышской — Райниса, Чакса, Белшевицу, Скуиньша, Белса, Вациетиса и др. Отдельные произведения — из армянской, испанской (Карлос Шерман), латинской, норвежской, украинской литературы.
Ему принадлежат переводы либретто к операм «Фауст» Радзивилла, «Маргер» Горского, «Страшный двор» Монюшко.
Отрывки Ветхого Завета напечатаны в 1990 году. Позже изданы «Найвышэйшая песня Саламонава» (1994), «Новы Запавет. Псалтыр» (1995), «Біблія» (2002).

## Критика
Пётр Садовский, первый белорусский посол в Германии, указал на промахи переводчика и недостатки его метода в целом.

## Признание
- Медаль «100 лет БНР».
- Орден «За заслуги перед Федеративной Республикой Германия» (2001, Германия).
- Кавалер ордена Трёх звёзд (29 октября 1998 года, Латвия)[4].
- Государственная премия Республики Беларусь имени Якуба Коласа (1992).
- Литературная премия белорусского ПЕН-центра.